# Pjotr Kestens
Pjotr Kestens (Gent, 26 oktober 2001) is een Belgische voetballer die als aanvaller voor RWD Molenbeek speelt.

## Carrière
Pjotr Kestens speelde in de jeugd van KV Mechelen, SV Zulte Waregem en NAC Breda, waar hij in 2020 een contract tot medio 2022 tekende. Hij debuteerde voor NAC Breda op 26 oktober 2020, in de met 6-0 verloren bekerwedstrijd tegen Go Ahead Eagles. Hij kwam in de 84e minuut in het veld voor DJ Buffonge.
Op 1 juni 2022 tekende Kestens voor twee jaar bij FC Eindhoven. Na twee seizoenen maakte hij de overstap naar België, waar hij op het tweede niveau ging spelen voor RWD Molenbeek. 

### Statistieken
| Seizoen                    | Club           | Land           | Competitie      | Competitie | Competitie | Beker | Beker | Totaal | Totaal |
| Seizoen                    | Club           | Land           | Competitie      | Wed.       | Dlp.       | Wed.  | Dlp.  | Wed.   | Dlp.   |
| -------------------------- | -------------- | -------------- | --------------- | ---------- | ---------- | ----- | ----- | ------ | ------ |
| 2020/21                    | NAC Breda      | Nederland      | Eerste divisie  | 5          | 0          | 1     | 0     | 6      | 0      |
| 2021/22                    | NAC Breda      | Nederland      | Eerste divisie  | 25         | 3          | 1     | 0     | 26     | 3      |
| 2022/23                    | FC Eindhoven   | Nederland      | Eerste divisie  | 21         | 2          | 0     | 0     | 21     | 2      |
| 2023/24                    | FC Eindhoven   | Nederland      | Eerste divisie  | 7          | 0          | 0     | 0     | 7      | 0      |
| 2024/25                    | RWD Molenbeek  | België         | Eerste klasse B | 22         | 4          | 2     | 0     | 24     | 4      |
| Carrièretotaal             | Carrièretotaal | Carrièretotaal | Carrièretotaal  | 80         | 9          | 4     | 0     | 84     | 9      |
| Bijgewerkt t/m 2 juli 2025 |                |                |                 |            |            |       |       |        |        |